# Мажарский сельский совет Харьковской области
Мажарский сельский совет — входит в состав Кегичевского района Харьковской области Украины.
Административный центр сельского совета находится в селе Мажарка.

## История
- 1932 — дата образования.

## Населённые пункты совета
- село Мажарка